# 애덤 호로비츠

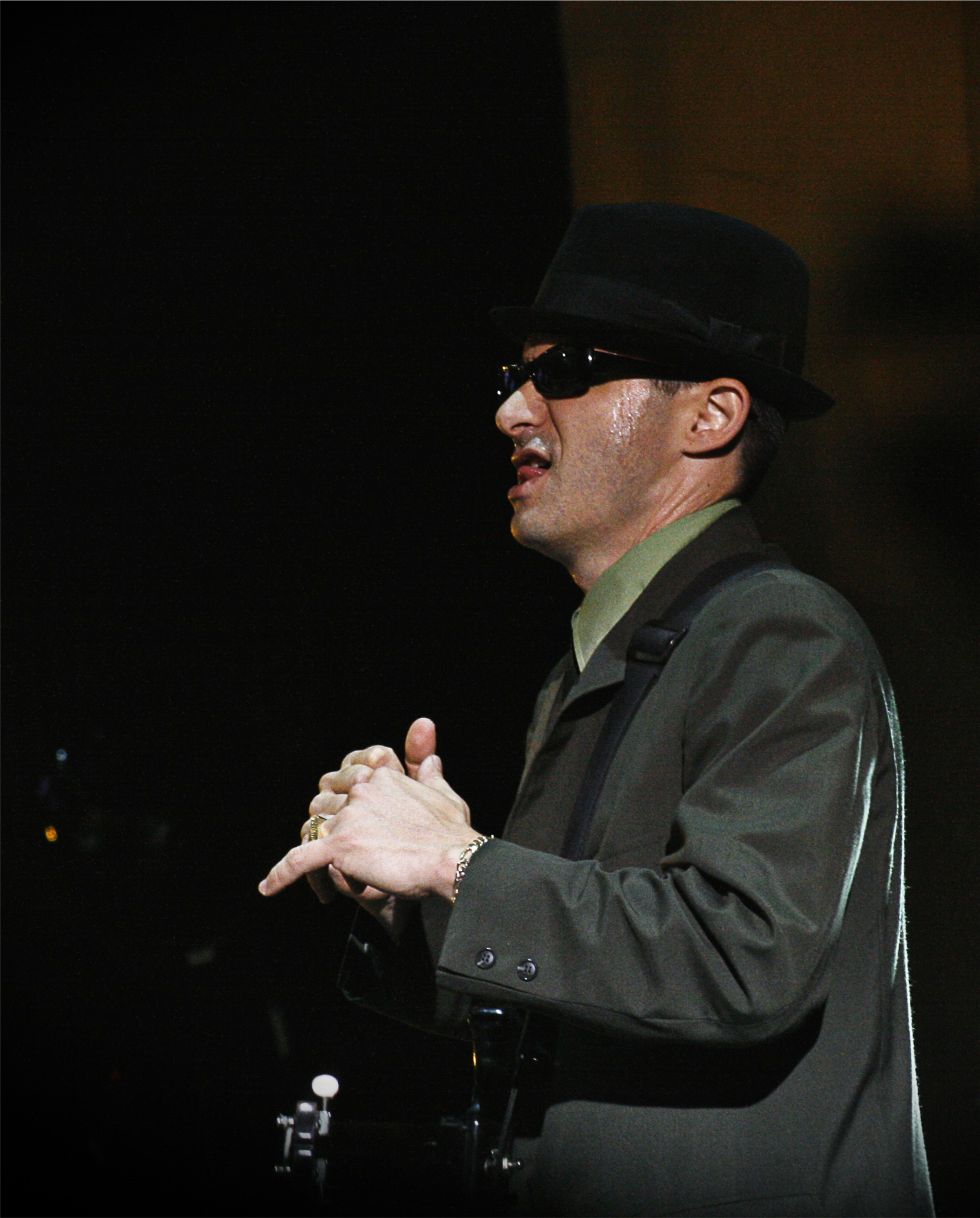

애덤 키프 호러비츠(Adam Keefe Horovitz, 1966년 10월 31일 ~ )는 보통 애드록(Ad-Rock)으로 활동하는 미국의 배우, 음반 제작자, 가수, 기타 연주자, 래퍼, 작곡가 겸 작사가이다.
맨해튼에서 태어났다.

## 영화
- 100번째 거짓말: 거짓말쟁이의 사랑법 (2018년)
- 골든 엑시트 (2017년)
- 위아영 (2014년) - 플래쳐 역
- 파이트 포 유어 라이트 리비지티드 (2011년)
- 오썸 - 아이 퍽킹 샷 댓! (2006년) - 본인 역
- 비스트 보이즈 - 비디오 앨솔러지 (2000년)
- 안녕 L.A. (1994년) - 빅 역
- 로드사이드 (1992년)
- 죽음 전의 키스 (1991년)
- 거리의 청춘 (1989년)
- 크러쉬 그루브 (1985년)